# Transpozon
Transpozoni čine slijedove nukleotida koji mogu mijenjati mjesta u genomu te ih zovemo također pokretnim genetičkim elementima. Kod eukariota obično su raspršeni duž kromosoma te spadaju u raspršenu ponavljajuću DNK. Uđe li transpozon unutar gena, može mu poremetiti njegovu izražaj. Transpozone je otkrila Barbara McClintock u kukuruzu 1940-tih (sustav Ac-Ds) i za taj je rad dobila Nobelovu nagradu 1983. godine. U prokariota otkriveni su 1967. godine. Glede načina premještanja u genomu, transpozone dijelimo na transpozone (u užem smislu) i retrotranspozone. Transpozoni DNK premještaju se izrezivanjem iz jednog mjesta i ugradnjom u drugo mjesto, kao u "kopiraj/zalijepi". Procesu pomaže enzim transpozaza kojega kodira transpozon.
Retrotranspozoni mijenjaju svoje mjesto pomoću RNK intermedijera koji se uz pomoć enzima reverzne transkriptaze (gen retrotranspozona) prepisuje u DNK i ugrađuje na neko drugo mjesto, također kao u kopiraj/zalijepi. Reguliranje genskog izražaja stoga se zbog transpozona odvija i u staničnoj jezgri. 
Transpozoni su nekromosomski genetički elementi poput virusa i plazmida i svi također spadaju u genom.